# 359 Georgija
359 Georgija (mednarodno ime je 359 Georgia) je asteroid v glavnem asteroidnem pasu. Kaže značilnosti dveh tipov asteroidov (C in X)

## Odkritje
Asteroid je odkril francoski astronom Auguste Charlois ( 1864 – 1910) 10. marca 1893 v Nici.. 
Poimenovan je po britanskem kralju Georgu II.

## Lastnosti
Asteroid Georgija obkroži Sonce v 4,51 letih. Njegova tirnica ima izsrednost 0,156, nagnjena pa je za 6,779° proti ekliptiki. Njegov premer je 89,45 km .